# 古罗马与葡萄酒
古罗马在葡萄酒的历史中有着重要的地位，意大利半岛最早出现葡萄酒是在古希腊殖民地和伊特鲁里亚，随着罗马帝国的兴起，新的酿酒技术蔓延到帝国的各地。在今天的主要的酿酒地区的法国、德国、意大利、葡萄牙和西班牙，古罗马的影响仍在。在罗马人的眼里，酒是“民主”的象征，从卑微的奴隶和农民到贵族，谁都有权利饮酒。罗马人认为葡萄酒是日常生活的必需品，为了确保罗马士兵的葡萄酒供应，罗马帝国环地中海地区都不同程度的种植和酿造葡萄酒。

## 早期历史
历史学家无法确定意大利半岛葡萄种植和葡萄酒酿造的确切时间，有可能在迈锡尼文明影响时就已经酿造，但最早的文献记录是公元前800年，古希腊人殖民者酿造的。伊特鲁里亚文明酿酒区也就是现在的托斯卡纳。古希腊人认为葡萄酒作为一种主要的家庭生活用品以及可行的经济贸易商品。在整个希腊世界，定居点被鼓励栽种葡萄园并与希腊本土城邦交易。而意大利南部，以其优越的地理条件，被称为希腊人的oenotria
公元前270年南意大利的希腊殖民地被罗马攻占，到公元前第一世纪已经建立了与高卢贸易路线的伊特鲁里亚人也被征服。当布匿战争结束时，迦太基人的酿酒技术也被传入罗马。